# AKM-63
 (avril 2018).

L'AKM-63 (aussi connu par les services militaires hongrois comme l'AMM) est une variante hongroise du fusil d'assaut AKM tout comme l'AMD-65 et surtout l'AK-63.

## Présentation
Fabriquée par FÉG, elle se distingue  de l'AKM  soviétique par le remplacement du garde-main par une seconde poignée-pistolet. Son encombrement est de 88 cm pour 3 125 g. Cette arme produite par la FÉG fut suivie d'une AMD-65 pour armer les parachutistes présentant un canon court, une crosse repliable et mesurant 65–85 cm pour une masse minimum de 3,2 kg. L'ajout d'un manchon lance-grenade donna naissance au AMP-69 (en).

## L'AKM 63 au combat
Seule, l'Armée hongroise utilisa l'AKM-63. Ainsi, le contingent hongrois engagé lors de l'Invasion de la Tchécoslovaquie par le Pacte de Varsovie (1968) était armé d'AKM-63 et d'AMD-65.

## Sources
Cette notice est notamment issue de la consultation du site hongrois kalasnyikov.hu.